# مسجد فاروق اعظم
مسجد فاروق اعظم  ‌‌د‌‌ر محله نایبند جنوبی بندرعباس و در بلوار خمینی، بلوار خواجه عطا واقع شده‌است.

## تاریخچه
مسجد فاروق اعظم در تقاطع بلوار چمران و وحدت (۲۱ متری خواجه عطاء بندرعباس) قرار دارد. تأسیس این مسجد به سال ۱۳۵۹ بر می‌گردد. زمانی که در خواجه عطاء تنها یک مسجد در غرب محله وجود داشت و اهل محل مجبور بودند مسافتی طولانی را برای شرکت در نماز جماعت به مسجد خوری بروند. این قضیه سبب شد شخصی از اهل محل به نام حاج محمد افراز که کارمند مخابرات بود قسمتی از حقوق خود را پس‌انداز کند و زمینی را به مبلغ یکصد هزار تومان برای ساخت یک مسجد در شرق محله خریداری نماید.
ایشان با همکاری جمع زیادی از اهالی خواجه عطاء مثل حسن پارسا، محمد پارسا، خورشید شنگی پور، محمد حسین برهم و محمد صالح شهروا ساخت مسجد را زیر نظر شیخ محمد ضیایی آغاز کردند. ساخت مسجد در دو طبقه شامل سالن نماز برای برادران در طبقه فوقانی و وضوخانه و نماز خانه خواهران و منزل امام جماعت مسجد و چهار باب مغازه در طبقه همکف ظرف دو سال و با صرف هزینه ۶ میلیون تومان به پایان رسید و شیخ محمد ضیایی این مسجد را به نام مسجد فاروق اعظم نامگذاری کردند.
ملا محمود اهل جزیره اولین موذن و امام جماعت مسجد فاروق اعظم بودند و از سال ۱۳۶۱ عالمی بزرگوار به نام مولوی محمد حسین واحدی امامت این مسجد را بر عهده گرفتند. ایشان از اولین همکاران شهید محمد ضیایی در مدرسه دینی اهل سنت بندرعباس بودند و بسیاری از مردم، مسجد فاروق اعظم را تا سال‌ها به خاطر امامت ایشان به نام مسجد مولوی می‌شناختند.
مسجد فاروق اعظم در سالهای اولیه تأسیس و به خاطر وجود پاره ای مسایل و با توصیه سید عبدالرحیم خطیب امام جمعه محترم بندرعباس به اداره اوقاف واگذار شد اما امور مربوط به تعیین امام و موذن و برنامه‌های دینی و فرهنگی مسجد، از بدو تأسیس تا هم‌اکنون زیر نظر و اشراف مستقیم مدرسه دینی اهل سنت بندرعباس بوده‌است.
بعد از مهاجرت مولوی محمد حسین واحدی از بندرعباس در سال ۱۳۷۴، طلاب مدرسه دینی به مدت دو سال امامت مسجد را بر عهده گرفتند تا اینکه در سال ۱۳۷۶ امامت این مسجد به یکی از طلاب به نام سید محمد صالح مهجور واگذار شد. ایشان که هم‌اکنون یکی از مدرسین قسم عالی مجتمع دینی اهل سنت هستند کماکان امامت جماعت مسجد فاروق را بر عهده دارند.
مؤذنین مسجد فاروق اعظم بعد از ملا محمود، پیوسته از میان اهل محله بوده‌اند و آقایان مرحوم یوسف شنگی پور به مدت ۹ سال، مرحوم محمد یوسف ترک چین به مدت ۱۲ سال و فرض الله فولادی خواه به مدت ۱۱ سال (تا هم‌اکنون) مؤذنین و کلید داران ثابت این مسجد می‌باشند.
مسجد فاروق اعظم از سال ۱۳۸۰ زیر نظر یک هیئت امنای منسجم ۵ نفره اداره می‌شود که اعضای آن هر ۳ سال یکبار از طریق انتخابات و از بین جماعت این مسجد انتخاب می‌شوند.